# Frasera coloradensis
Frasera coloradensis är en gentianaväxtart som först beskrevs av C. M. Rogers, och fick sitt nu gällande namn av D. M. Post. Frasera coloradensis ingår i släktet Frasera och familjen gentianaväxter. Inga underarter finns listade i Catalogue of Life.